# Čejov
Čejov là một làng thuộc huyện Pelhřimov, vùng Vysočina, Cộng hòa Séc. 
Vào ngày 03 tháng 07 năm 2006, làng có số dân là 473 người. Những tài liệu ghi chép đầu tiên về làng có từ năm 1370.